# Rothau
Rothau é uma comuna francesa na região administrativa de Grande Leste, no departamento Baixo Reno. Estende-se por uma área de 3,88 km². Em 2010 a comuna tinha 1 589 habitantes (densidade: 409,5 hab./km²).